# Massengräber in Gornji Grad
Die Massengräber in Gornji Grad liegen auf dem Gebiet der Gemeinde Gornji Grad in Slowenien. Es wurden bisher (Stand 1/2024) insgesamt vier Massengräber aus der Zeit um den Zweiten Weltkrieg gefunden.

## Gornji Grad
- Das Massengrab von Tičjek (slowenisch: Grobišče Tičjek) befindet sich hinter dem Haus Tičjek Nr. 20, am nördlichen Rand der Siedlung. Es enthält die Überreste von sieben bis neun Zivilisten verschiedener Nationalitäten, die 1944 ermordet wurden.[1]

- Das Massengrab des Zabrinov-Hügels (Grobišče Zabrinovski hrib) befindet sich am Hang des Zabrinov-Hügels (Zabrinovski hrib) westlich von Gornji Grad. Es enthält die Überreste von 56 slowenischen Milizionären aus Ptujska Gora und Umgebung, die im Oktober 1944 von den Partisanen ermordet wurden.[2]

- Das Massengrab Ravni 1 (Grobišče v Ravneh 1) liegt südlich der Siedlung. Zusammen mit dem Massengrab im benachbarten Dol enthält es die Überreste von 100 bis 200 Menschen, die im Herbst 1944 vom Partisanenkommando der Vierten Operationszone hingerichtet wurden.[3]

## Dol
- Das Massengrab Ravni 2 (Grobišče v Ravneh 2) liegt oberhalb des Baches Dreta, etwa 150 Meter südlich des Prodnik-Hofs. Zusammen mit dem Massengrab Ravni 1 im benachbarten Gornji Grad enthält es die Überreste von 100 bis 200 slowenischen Zivilisten, die im Herbst 1944 vom Partisanenkommando der Vierten Operationszone hingerichtet wurden.[4]